# Abu-Shakur Balkhi
Abu Shakur Balkhi (persa: ابوشکور بلخی; nascido possivelmente em 912-913) foi um dos mais importantes poetas persas do período samânida.
Ele foi contemporâneo de Rudaki e escreveu três masnavis, entre eles a obra Āfarin nama (escrita em 944). Apenas 192 fragmentos de seus versos permanecem até hoje.